# Nujeen Mustafa
Nujeen Mustafa (en árabe: نوجين مصطفى‎: Nūjjayn Muṣṭafā; también conocida Noujain Mustaffa) (Kobane, 1 de enero de 1999) es una refugiada siria kurda, activista, con parálisis cerebral. Se crio en Kobane, Siria y se hizo famosa después de viajar 3.500 millas (5.600 km) en silla de ruedas huyendo del conflicto de la guerra civil siria e instalarse en Alemania. Fue incluida en la lista 100 Mujeres (BBC) en 2018 y su historia fue dada a conocer en el programa televisivo Last Week Tonight with John Oliver. En 2019, se convirtió en la primera persona discapacitada en informar al Consejo de Seguridad de las Naciones Unidas. Recibió el premio Alison Des Forges al Activismo Extraordinario de Human Rights Watch. Es coautora de dos libros sobre sus experiencias. Reside en Wesseling donde asiste a una escuela para personas discapacitadas.

## Trayectoria
Mustafa creció en Kobane. Junto a sus hermanas y su hermano, formaba parte de una familia kurda. Su padre no sabía leer y se dedicaba al comercio de cabras y ovejas y su hermano se dedicaba a cavar pozos de agua. Nació con parálisis cerebral y pasó la mayor parte de su vida confinada en el apartamento de su familia en el quinto piso de un edificio de la ciudad de Alepo porque, según los informes de National Geographic, su edificio no tenía ascensor, así que para salir de su apartamento necesitaba que alguien la llevara a la calle. Posteriormente, Mustafá comparó esta situación con la de permanecer bajo arresto domiciliario:
Para mí, significaba no poder ir a la escuela, salir con amigos o ir al cine.... Tener una discapacidad en Siria a menudo significa estar escondida. Te enfrentas a la vergüenza, la discriminación y las barreras físicas. Eres alguien a quien se le tiene lástima.
Mustafa no pudo asistir a la escuela mientras vivió en Siria, ya que no había instalaciones adecuadas para personas discapacitadas. Aprendió inglés viendo la televisión. Uno de los programas que la ayudaron fue la telenovela americana Days of Our Lives. 
A partir de 2014, con 16 años, Mustafa recorrió 3.500 millas (5.600 km) en un viaje desde Siria a Gaziantep en Turquía y llegó a Alemania como refugiada de la guerra civil siria. Sin dinero suficiente para viajar en familia, sus padres permanecieron en Turquía mientras ella y su hermana Nasrine continuaron hacia Alemania, donde vivía su hermano. Hizo el trayecto en una silla de ruedas empujada por su hermana. Viajó, según sus propias palabras, como una refugiada de "pago por uso", lo que significa que no tenía suficiente dinero para pagar a los contrabandistas para que la llevaran durante todo el camino y cada día tenía que buscar nuevas formas de avanzar, por lo que además de contratar a contrabandistas, utilizó taxis y trenes. El viaje en su totalidad costó alrededor de 6.000 euros.
Alemania le concedió asilo a finales de 2016. A partir de 2017 vivió en Wesseling y asistió a una escuela para personas discapacitadas.

## Activismo y reconocimientos
Mustafa llamó la atención durante su viaje a Europa por ser una de las llamadas celebridades refugiadas ya que le hicieron algunas entrevistas durante el viaje.
En 2018, fue incluida en la lista 100 Mujeres (BBC). En 2019 se convirtió en la primera persona con discapacidad en informar al Consejo de Seguridad de las Naciones Unidas sobre sus experiencias durante la guerra de Siria y sobre las políticas relativas a las personas con discapacidad. También dio varias charlas relevantes como la del Palacio de las Naciones en Ginebra, la charla TEDx en Irak y Reino Unido o la que pronunció en la entrega del Premio Nansen al Refugiado en 2017.
En febrero de 2019, se la anunció como ganadora del Premio Alison Des Forges al Activismo Extraordinario, otorgado por Human Rights Watch, que puso de relieve el importante papel que tuvo su historia para ayudar a movilizar a los responsables políticos de la Unión Europea en cuanto a prestación de ayuda humanitaria a las personas con discapacidad. Recibió el premio en una ceremonia en abril de 2019, en Australia.

### Last Week Tonight
En 2015, Mustafa apareció en una sección del programa de televisión Last Week Tonight, presentado por John Oliver que cubría el tratamiento a las personas refugiadas y que incluía segmentos de entrevistas que había concedido a la BBC. El espacio también incluyó una escena única entre los personajes de Days of Our Lives, EJ DiMera y Sami Brady. Mustafa había declarado que eran sus personajes favoritos del programa. EJ se dirigió a Mustafa reconociendo la dificultad de su viaje como refugiada y calificándola como"nuestra gente".

## Publicaciones
Mustafa ha publicado dos libros, ambos en coautoría con la periodista y escritora británica Christina Lamb:
- Mustafa, Nujeen; Lamb, Christina (10 de octubre de 2017). The Girl from Aleppo: Nujeen's Escape from War to Freedom. Harper Wave. ISBN 978-0-06-282125-6.
- Mustafa, Nujeen; Lamb, Christina (11 de octubre de 2016). Nujeen: One Girl's Journey from War-Torn Syria in a Wheelchair. Harper Wave. ISBN 978-0-06-256775-8.